# Comuna Zacernecicea, Liuboml
Zacernecicea (în ucraineană Зачерне́ччя) este o comună în raionul Liuboml, regiunea Volînia, Ucraina, formată din satele Bilîci, Vîsoke și Zacernecicea (reședința).

## Demografie
Componența lingvistică a satului Zacernecicea
     Ucraineană (99,89%)
     Alte limbi (0,11%)
Conform recensământului din 2001, majoritatea populației satului Zacernecicea era vorbitoare de ucraineană (99,89%), existând în minoritate și vorbitori de alte limbi.